# Chelianwali
Chelianwali (äldre stavning Chillianwallah) är en ort i distriktet Mandi Bahauddin i pakistanska Punjab, belägen på floden Jhelums vänstra strand 8 mil nordväst om staden Lahore. Platsen är känd från slaget vid Chillianwallah 1849. 